# Йохан Ялмар Прокопе
Ялмар Йохан Фредерік Прокопе (швед. Hjalmar Johan Fredrik Procopé; 8 серпня 1889, Стокгольм, Королівство Швеція — 8 березня 1954, Гельсінкі, Фінляндія) — фінський політик і дипломат; з 1924 по 1925, і з 1927 по 1931 роки — міністр закордонних справ Фінляндії.

## Біографія
Народився 8 серпня 1889 року в Стокгольмі, Швеція.
З 1920 по 1921 і в 1924 році був міністром торгівлі та промисловості Фінляндії.
З 1924 по 1925, і з 1927 по 1931 роки був міністром закордонних справ Фінляндії.
Обіймав посаду Голови Ради Ліги Націй. До нього звертався міністр закордонних справ УНР в еміграції, член Дорадчого комітету при Верховному комісаріаті Ліги Націй у справах біженців Олександр Шульгин, з питання статусу українських емігрантів
Помер 8 березня 1954 року в Гельсінкі.